# Deutsche Fotothek
Deutsche Fotothek es una biblioteca de imágenes situada en Dresde, Alemania, dentro de la Biblioteca del Estado de Sajonia. Posee archivadas más de dos millones de imágenes relacionadas con el arte, la arquitectura, la música, la geografía, la tecnología, la economía y Sajonia. Su colección proviene de donaciones de instituciones, compañías o personas individuales como Hermann Krone.

## Donación de imágenes a Wikimedia Commons
Deutsche Fotothek anunció el 31 de marzo de 2009 una donación de 250.000 imágenes a Wikimedia Commons, el repositorio de archivos libres de la Fundación Wikimedia, bajo los términos de la licencia Creative Commons CC-BY-SA-3.0.